# Robert Marx
Robert Gabriel Marx (Portland, 25 settembre 1956) è un ex schermidore statunitense.

## Biografia
È il fratello dello schermidore Michael Marx.
Ha partecipato ai Giochi della XXIII Olimpiade di Los Angeles nel 1984, ai Giochi della XXIV Olimpiade di Seul nel 1988 ed ai Giochi della XXV Olimpiade di Barcellona nel 1992.

## Palmarès
In carriera ha conseguito i seguenti risultati:
- Giochi Panamericani:

Indianapolis 1987: argento nella spada a squadre.
L'Avana 1991: bronzo nella spada a squadre.